# Gunnar Neuriesser
Gunnar Neuriesser, född 16 augusti 1961, är en svensk alpin skidåkare. Han deltog vid de olympiska spelen i Sarajevo 1984.
Neuriesser tävlade för Karlskoga SLK.